# Ендокринология
Ендокринологията е медицинска специалност, която изучава жлезите с вътрешна секреция в човешкия организъм, заболяванията, свързани с тях, а също методите за тяхната диагностика и лечение. Основен и повсеместен проблем за ендокринологията през последните години е захарният диабет.

## Основни направления и интердисциплинарни специалности
- Заболявания на хипоталамуса и хипофизата.
- Заболявания на щитовидната жлеза.
- Заболявания околощитовидните жлези, свързани с нарушаване на метаболизма на калция.
- Заболявания на надбъбречните жлези.
- Заболявания на панкреаса.
- Гинекология - заболявания на женската полова система и репродуктивно здраве.
- Андрология - заболявания на мъжката полова система и репродуктивно здраве.